# Cap Aurora
Cap Aurora falu Constanța megyében, Dobrudzsában, Romániában. Közigazgatásilag Mangalia városához tartozik.

## Fekvése
Az üdülőfalu az ország  délkeleti részén, a Fekete-tenger partján, Mangaliatól öt kilométerre északra található. Északra a Jupiter nevű üdülőfaluval egybenőve, déli irányban pedig Venus település szomszédságában.

## Története
Cap Aurora építését 1973 július 1-jén fejezték be, ezzel a román tengerparti üdülőhelyek legfiatalabbika. 

## Turizmus
Fürdőzésre alkalmas tengerpartjának hossza mintegy 500 méter, ezáltal a román tengerpart legkisebb üdülőfaluja. Az itt található tíz, piramis alakú szálloda közül kilencet különböző drágakőnevek után nevezték el: Onix, Safir, Agat, Topaz, Coral, Rubin, Opal, Diamant, Cristal. Szállodái közvetlenül a part mentén épültek.

## Külső hivatkozások
- Vacantapelitoral.ro
- Besttourism.ro Archiválva 2010. május 23-i dátummal a Wayback Machine-ben
- Cap Aurora és Jupiter térképe
- plaja.ro
- romturism.ro